# Danh sách đơn vị hành chính Thiểm Tây
Tỉnh Thiểm Tây, Trung Quốc được chia ra thành các đơn vị hành chính sau:
- 10 đơn vị cấp địa khu
  - tất cả đều là địa cấp thị
- 107 đơn vị cấp huyện
  - 4 huyện cấp thị
  - 79 huyện
  - 24 khu (quận)
- 1745 đơn vị cấp hương
  - 917 trấn/ thị trấn
  - 680 hương/ xã
  - 148 nhai đạo

Tất cả các đơn vị hành chính này được giải thích chi tiết trong bài phân cấp hành chính Trung Quốc. Danh sách sau chỉ liệt kê các đơn vị hành chính cấp địa khu và cấp huyện của Thiểm Tây.
| Thành phố (địa cấp thị) | Quận | Huyện, thành phố cấp huyện (huyện cấp thị) |
| ----------------------- | --- | --- |
| • Tây An (西安市)       | Liên Hồ (莲湖区) Tân Thành (新城区) Bi Lâm (碑林区) Nhạn Tháp (雁塔区) Bá Kiều (灞桥区) Vị Ương (未央区) Diêm Lương (阎良区) Lâm Đồng (临潼区) Trường An (长安区) | Cao Lăng (高陵县) Lam Điền (蓝田县) huyện Hộ (户县) Chu Chí (周至县) |
| • Đồng Xuyên (铜川市)   | Diệu Châu (耀州区) Vương Ích (王益区) Ấn Đài (印台区) | Nghi Quân (宜君县) |
| • Bảo Kê (宝鸡市)       | Vị Tân (渭滨区) Kim Đài (金台区) Trần Thương (陈仓区) Phượng Tường (凤翔区)                                                                                       | Kỳ Sơn (岐山县), huyện Lũng (陇县) Thái Bạch (太白县), Lân Du (麟游县) Phù Phong (扶风县), Thiên Dương (千阳县) My (眉县), Phượng (凤县)                                                                                          |
| • Hàm Dương (咸阳市)    | Tần Đô (秦都区) Vị Thành (渭城区) Dương Lăng (杨陵区) | thành phố cấp huyện Hưng Bình (兴平市) Lễ Tuyền (礼泉县), Kính Dương (泾阳县) Vĩnh Thọ (永寿县), Tam Nguyên (三原县), Bân (彬县) Tuần Ấp (旬邑县), Trường Vũ (长武县), Càn (huyện) (乾县) Vũ Công (武功县), Thuần Hóa (淳化县)    |
| • Vị Nam (渭南市)       | Lâm Vị (临渭区) Hoá Châu (华州区) | thành phố cấp huyện Hàn Thành (韩城市) thành phố cấp huyện Hoá Âm (华阴市) Bồ Thành (蒲城县), Đồng Quan (潼关县) Bạch Thủy (白水县), Trừng Thành (澄城县) Hợp Dương (合阳县) Phú Bình (富平县), Đại Lệ (大荔县)                   |
| • Diên An (延安市)      | Bảo Tháp (宝塔区) | An Tắc (安塞县), Lạc Xuyên (洛川县) Tử Trường (子长县), Hoàng Lăng (黄陵县) Diên Xuyên (延川县), Phú (富县) Diên Trường (延长县), Cam Tuyền (甘泉县) Nghi Xuyên (宜川县), Chí Đan (志丹县) Hoàng Long (黄龙县), Ngô Khởi (吴起县) |
| • Hán Trung (汉中市)    | Hán Đài (汉台区) | Lưu Bá (留坝县), Trấn Ba (镇巴县) Thành Cố (城固县), Nam Trịnh (南郑县) Dương (洋县), Ninh Cường (宁强县), Phật Bình (佛坪县) Miễn (勉县), Tây Hương (西乡县), Lược Dương (略阳县)                                                |
| • Du Lâm (榆林市)       | Du Dương (榆阳区) | Thanh Giản (清涧县), Tuy Đức (绥德县) Thần Mộc (神木县), Giai (佳县), Phủ Cốc (府谷县) Tử Châu (子洲县), Tĩnh Biên (靖边县) Hoành Sơn (横山县), Mễ Chi (米脂县) Ngô Bảo (吴堡县), Định Biên (定边县)                              |
| • An Khang (安康市)     | Hán Tân (汉滨区) | Tuần Dương (旬阳市) Tử Dương (紫阳县), Lam Cao (岚皋县) Trấn Bình (镇坪县) Bình Lợi (平利县), Thạch Tuyền (石泉县) Ninh Thiểm (宁陕县), Bạch Hà (白河县), Hán Âm (汉阴县)                                                         |
| • Thương Lạc (商洛市)   | Thương Châu (商州区) | Trấn An (镇安县), Sơn Dương (山阳县) Lạc Nam (洛南县), Thương Nam (商南县) Đan Phượng (丹凤县), Tạc Thủy (柞水县) |